# Liste des archevêques de Gitega
L’archevêque de Gitega est à la tête de l’archidiocèse de Gitega, au Burundi.
Créé en 1912, le vicariat apostolique du Kivu a changé plusieurs fois de noms, avant d'être élevé au rang d'archidiocèse en novembre 1959.

## Sont vicaires apostoliques
- 12 décembre 1912-25 octobre 1920 : Jean-Joseph Hirth, vicaire apostolique de Kivu.
- 25 octobre 1920-26 avril 1922 : siège vacant
- 26 avril 1922-29 mai 1936 : Julien Gorju (Julien Louis Édouard Marie Gorju), vicaire apostolique d'Urundi.
- 23 décembre 1936-10 novembre 1959 : Antoine Grauls (Antoine Hubert Grauls), vicaire apostolique d'Urundi, puis vicaire apostolique de Kitega (14 juillet 1949).

## Puis sont archevêques
- 10 novembre 1959-16 octobre 1967 : Antoine Grauls (Antoine Hubert Grauls), promu archevêque de Gitega.
- 5 septembre 1968-6 novembre 1982 : André Makarakiza
- 6 novembre 1982-† 9 septembre 1996 : Joachim Ruhuna
- 24 janvier 1997 - 19 février 2022 : Simon Ntamwana
- depuis le 19 février 2022 : Bonaventure Nahimana

## Sources
- L'ANNUAIRE PONTIFICAL, sur le site http://www.catholic-hierarchy.org, à la page